# Willem Mengelberg
Joseph Willem Mengelberg (28 de março de 1871 - 21 de março de 1951) foi um maestro holandês, famoso pelas suas interpretações de Beethoven, Brahms, Mahler e Richard Strauss, e foi o 1º Maestro da Orquestra Real do Concertgebouw de Amesterdão.

## Biografia
Mengelberg foi o quarto de quinze filhos de pais nascidos na Alemanha em Utrecht, Holanda. O seu pai era um conhecido escultor holandês-alemão Friedrich Wilhelm Mengelberg . Depois de estudar em Utrecht com o compositor e maestro Richard Hol , o compositor Anton Averkamp (1861-1934) e o violinista Henri Wilhelm Petri (1856-1914), ele estudou piano e composição no conservatório de Colônia (agora o Hochschule für Musik Köln ), onde seus principais professores foram Franz Wüllner , Isidor Seiss e Adolf Jensen.
Em 1891, quando tinha 20 anos, foi escolhido como diretor geral de música da cidade de Lucerna, Suíça, onde conduziu uma orquestra e um coro, dirigiu uma escola de música, ensinou aulas de piano e continuou a compor.
Quatro anos depois, em 1895, quando tinha 24 anos, Mengelberg foi nomeado maestro principal da Orquestra Concertgebouw , cargo que ocupou até 1945.
Nesta posição, Mengelberg deveria estrear uma série de obras-primas. Por exemplo, em 1898, Richard Strauss dedicou seu poema "Heldenleben" a Mengelberg e à Orquestra do Concertgebouw, dizendo aos jornalistas que ele "havia finalmente encontrado uma orquestra capaz de tocar todas as passagens, de modo que não precisava mais se sentir envergonhado ao escrever dificuldades. Entre outras estreias notáveis foram as de 29 de março de 1939, quando Mengelberg realizou a estreia do Concerto para Violino n. 2 de Béla Bartók com o violinista Zoltán Székely e, em 23 de novembro de 1939, estreou as Variações do pavão de Zoltán Kodály.
Mengelberg fundou a longa Tradição Mahleriana do Concertgebouw. Conheceu Gustav Mahler em 1902, e convidou-o para conduzir a sua Terceira Sinfonia em Amesterdão em 1903, e em 23 de Outubro de 1904, Mahler liderou a orquestra na sua 4ª Sinfonia, duas vezes num concerto, sem nenhum outro trabalho sobre o programa. Mahler escreveu para sua esposa Alma Mahler que essa ideia de programação (presumivelmente de Mengelberg) foi um "golpe de gênio". Mahler visitava regularmente a Holanda para apresentar o seu trabalho ao público holandês, incluindo também suas Primeira, Quinta e Sétima Sinfonias, além de "Das Klagende Lied" e "Kindertotenlieder". Mahler editou algumas de suas sinfonias enquanto as ensaiava com a Orquestra do Concertgebouw, fazendo com que soassem melhor para a acústica da Concertgebouw. Esta talvez seja uma das razões pelas quais essa sala de concertos e sua orquestra são conhecidas pela sua Tradição Mahleriana. Em 1920, Mengelberg instituiu um Festival Mahler, no qual toda a música do compositor era tocada em nove shows. E só gravou em disco a sua 4ª Sinfonia e o Adagietto da 5ª Sinfonia.
Mengelberg também fundou, em 1899, a tradição anual da Concertgebouw de realizar a execução da "Paixão de São Mateus" de Johann Sebastian Bach no Domingo de Ramos. E em 1931, filmou para a "Tobis" a fita "Willem Mengelberg and her Concertgebouw", seguindo-se em 1935 o feito de ter sido o 1º maestro estrangeiro a conduzir a Orquestra Sinfónica da Emissora Nacional em Portugal
Uma crítica à influência de Mengelberg na vida musical holandesa, mais claramente articulada pelo compositor Willem Pijper, foi que Mengelberg não defendeu particularmente os compositores holandeses durante o seu mandato no Concertgebouw, especialmente depois de 1920.
Mengelberg foi Director musical da Orquestra Filarmónica de Nova Iorque de 1922 a 1928. A partir de Janeiro de 1926, ele dividiu o pódio com Arturo Toscanini. O biógrafo de Toscanini, Harvey Saches, documentou que Mengelberg e Toscanini chocaram-se com interpretações de música e até técnicas de ensaio, criando uma divisão entre os músicos que resultaram em Mengelberg deixando a orquestra. Mengelberg fez uma série de gravações com a orquestra para a Victor Talking Machine Company e a Brunswick Records , incluindo uma gravação eléctrica de 1928 de Uma Vida de Herói, de Richard Strauss, que mais tarde foi relançada em LP e CD. Uma de suas primeiras gravações eléctricas, para Victor, foi um conjunto de dois discos dedicado a A Victory Ball, por Ernest Schelling.
Mengelberg foi descrito por Fred Goldbeck como "o perfeito ditador/maestro, um Napoleão da orquestra"; Alan Sanders escreve: "seu tratamento da orquestra foi autocrático. Nos últimos anos, seu comportamento se tornou extremo e há histórias extraordinárias de trocas verbais abusivas entre ele e seus jogadores no ensaio". Berta Geissmar regista um incidente em 1938, quando Mengelberg ensaiou a Orquestra Filarmónica de Londres, na execução do "Vorspiel und Liebestod" de Tristão e Isolda e deu-lhes palestras verdadeiramente insultuosas e tortuosas, como se nunca tivessem visto a música antes.
O aspecto mais controverso da biografia de Mengelberg se concentra em suas ações e comportamento durante os anos da ocupação nazista da Holanda entre 1940 e 1945. Seu biógrafo Fritz Zwart escreve (para a Rádio Nederland) uma "entrevista que Mengelberg havia dado ao "Völkische Beobachter", o jornal nazista alemão ... o essencial era que, ao ouvir a rendição holandesa aos invasores alemães em 10 de Maio de 1940, ele trouxe um brinde com uma taça de champanhe [e] também falou sobre o vínculo estreito existente entre os Países Baixos e a Alemanha. "Zwart também observa que Mengelberg conduziu na Alemanha e em países ocupados pela Alemanha durante a guerra e foi fotografado na companhia de nazistas como Arthur Seyss-Inquart.
As explicações variaram de ingenuidade política em geral, a um "ponto cego" geral por críticas a qualquer coisa alemã, dada sua própria ancestralidade. Após a guerra, em 1945, o Conselho de Honra da Música da Holanda o proibiu de dirigir na Holanda por toda a vida; em 1947, após um apelo de seus advogados, o Conselho reduziu sua proibição para seis anos, embora também em 1947, a rainha Guilhermina retirou sua medalha de ouro de honra. Não obstante, ele continuou a receber uma pensão da orquestra até 1949, quando foi interrompido pelo conselho da cidade de Amsterdã. Mengelberg retirou-se no exílio para Zuort, Sent, Suíça, onde permaneceu até sua morte em 1951, apenas dois meses antes do término de sua ordem de exílio.
Willem Mengelberg era o tio do musicólogo e compositor Rudolf Mengelberg e do maestro, compositor e crítico Karel Mengelberg , que era o pai do pianista e compositor improvisador Misha Mengelberg.

## Estilo de desempenho

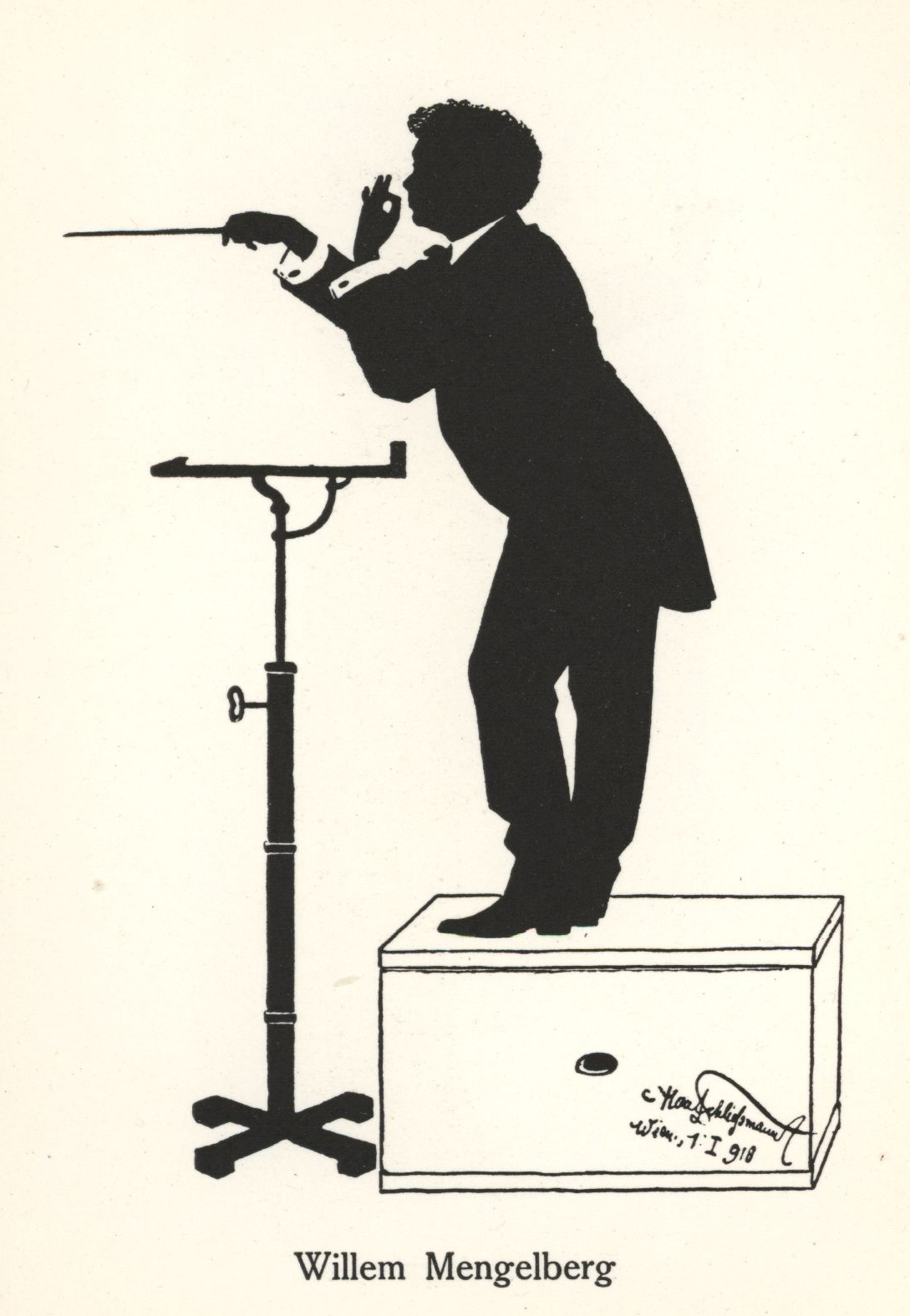
Mengelberg a dirigir a Concertgebouw

A entrada do New Grove Dictionary of Music and Musicians (1980) em Mengelberg o descreve como um "martinet viciado em ensaios meticulosos e volúveis";  também observa que ele não hesitou em fazer o que chamou de alterações nas partituras de um compositor quando sentiu que isso ajudaria na clareza.
As gravações de Mengelberg com a Orquestra Concertgebouw são marcadas pelo uso frequente de um portamento invulgarmente proeminente, o deslizamento dos dedos esquerdos dos tocadores de uma nota para outra. O estudioso Robert Philip mostrou que as gravações de Mengelberg com outras orquestras não mostram esse portamento, e que "a abordagem incomum ao portamento ... foi uma característica estilística que ele desenvolveu com [o Concertgebouw] durante um longo período de ensaio, e que não era um estilo que pudesse ser transferido para outras orquestras quando Mengelberg as visitou "  Philip também observa que esse portamento exigia que as cordas usassem dedilhados uniformes prescritos por Mengelberg, e que isso também era incomum para a época, quando muita orquestra dedilhar era tipicamente "livre", com diferentes jogadores tocando uma passagem de maneira diferente. O portamento curvado livremente parecia mais leve do que ouvimos nas gravações de Mengelberg, pois nem todos os jogadores escorregavam nas mesmas notas. Philip menciona gravações da Filarmônica de Viena de Bruno Walter como exemplos desse estilo.
Além disso, Mengelberg empregava flutuações de andamento que eram extremas, mesmo em uma época em que a flutuação de andamento era mais comum do que na prática moderna. Enquanto os admiradores de Mengelberg valorizam suas inflexões no ritmo, os detratores as criticam. Por exemplo, o musicólogo e teórico da música Walter Frisch argumentou que "nas performances de Brahms gravadas por Willem Mengelberg, a flutuação do tempo com muita frequência tende a obscurecer a forma mais ampla de uma passagem ou movimento". Frisch argumenta que esse obscurecimento da estrutura não resulta das flutuações de andamento de dois condutores que ele admira que também usaram muita inflexão de andamento, Wilhelm Furtwängler e Hermann Abendroth.

## Legado de fonografia
Mengelberg fez gravações comerciais nos Estados Unidos com a Filarmônica de Nova York para "Victor" (1922–30) e "Brunswick" (1926–27). Em Amsterdão, com a Concertgebouw Orchestra, ele fez uma série de discos emitidos em vários países nas gravadoras "Columbia" e "Odeon" (1926–32), além de dois trabalhos gravados para a filial holandesa da Decca em 1935. Mengelberg gravou com a Orquestra Real do Concertgebouw e a Filarmônica de berlim para Telefunken (1937-1942). Após sua morte, a Philips emitiu gravações de performances ao vivo gravadas por serviços de rádio holandeses, e estas foram reeditadas pela Decca.
Além de suas gravações de Ein Heldenleben e Don Juan de Richard Strauss , Mengelberg deixou discos de sinfonias de Beethoven , Tchaikovski e Brahms , St Matthew Passion de Bach , a Sinfonia Nº 4de Gustav Mahler e Adagietto da Sinfonia Nº 5.
Suas performances mais características são marcadas por uma tremenda expressividade e liberdade de tempo, talvez mais marcantes na gravação da Quarta Sinfonia de Mahler, mas certamente presentes na mencionada St Matthew Passion e em outras apresentações também. Essas qualidades, compartilhadas (talvez em menor grau) por apenas um punhado de outros maestros da era da gravação de som, como Wilhelm Furtwängler e Leonard Bernstein , tornam grande parte de seu trabalho extraordinariamente controverso entre os ouvintes de música clássica; gravações que muitos ouvintes do "mainstream" consideram irreconhecíveis serão aclamadas por outros como uma das melhores gravações já feitas.
Muitas de suas performances gravadas, incluindo alguns shows ao vivo em Amsterdã durante a Segunda Guerra Mundial, foram relançadas em LP e CD. Embora ele fosse conhecido por suas gravações do repertório alemão, a Capitol Records emitiu uma gravação poderosa, quase de alta fidelidade, da Sinfonia de César Franck em ré menor , gravada na década de 1940 pela Telefunken com a Concertgebouw Orchestra.
Devido à proibição de seis anos do governo holandês às actividades de condução de Mengelberg, ele não fez mais gravações depois de 1945. Algumas de suas apresentações em Amsterdã foram gravadas no inovador gravador alemão Magnetophon , resultando em alta fidelidade incomum para a época.
Os filmes sonoros de Mengelberg dirigindo a Orquestra Concertgebouw, durante concertos ao vivo em Amsterdão, sobreviveram. Entre eles, está a apresentação de 1931 da abertura de Weber em Oberon. A sua gravação da "Paixão de São Mateus" de Bach, em 1939, embora não tenha sido capturada em filme, foi criada em um sistema óptico da Philips que usava o filme como meio de gravação (somente áudio).